# 拉莫爾方程式

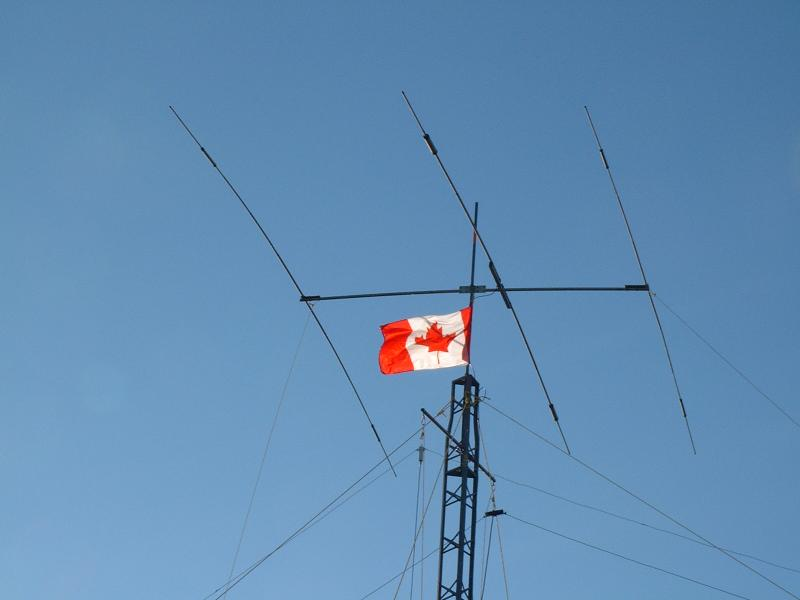
八木天線，無線電波可由天線中的加速電子產生。此為相干性過程，因此輻射總功率和電子加速度的平方成正比。

在電動力學的領域中，拉莫爾方程式（英語：Larmor formula）是用來計算非相對論性點電荷在有加速度的狀態下釋放電磁波的總功率。本公式是由約瑟夫·拉莫爾於1897年提出的光的波動理論一部分。
當任何點電荷（例如電子）有正或負的加速度時，會以電磁輻射的形式釋放能量。對於遠小於光速的狀態下，總輻射能量可用如下方程式表示：
{\displaystyle P={\frac {e^{2}a^{2}}{6\pi \varepsilon _{0}c^{3}}}{\mbox{ }}}（SI單位制）
{\displaystyle P={2 \over 3}{\frac {e^{2}a^{2}}{c^{3}}}{\mbox{ }}}（CGS單位制）
公式中{\displaystyle a}是加速度，{\displaystyle e}是電荷，{\displaystyle c}是光速。相對論狀況下則由黎納-維謝勢給定。

## 推導

### 推導1：數學逼近
首先必須要找到電場和磁場的形式，可使用以下形式表示（更完整推導請參見黎納-維謝勢）：
{\displaystyle {\vec {E}}({\vec {r}},t)=q\left({\frac {{\vec {n}}-{\vec {\beta }}}{\gamma ^{2}(1-{\vec {\beta }}\cdot {\vec {n}})^{3}R^{2}}}\right)_{\rm {ret}}+{\frac {q}{c}}\left({\frac {{\vec {n}}\times [({\vec {n}}-{\vec {\beta }})\times {\vec {\dot {\beta }}}]}{(1-{\vec {\beta }}\cdot {\vec {n}})^{3}R}}\right)_{\rm {ret}}}
以及
{\displaystyle {\vec {B}}={\vec {n}}\times {\vec {E}}}
此處
{\displaystyle \mathbf {\beta } }是電荷速度和光速c的商
{\displaystyle \mathbf {\dot {\beta }} }是電荷加速度和光速c的商
{\displaystyle \mathbf {n} }是{\displaystyle \mathbf {r} -\mathbf {r} _{0}}方向上的單位向量
{\displaystyle R}是{\displaystyle \mathbf {r} -\mathbf {r} _{0}}方向的純量
而以下公式右方則是計算推遲時間
{\displaystyle t'=t-{R \over c}}
場方程式本身會分離為速度場和加速度場。速度場只與β相關，而加速度場則和{\displaystyle \beta \,}與{\displaystyle {\dot {\beta }}}之間的夾角相關。因為速度場和{\displaystyle R^{-2}}成正比，會使它隨距離增加快速下降。另一方面，加速度場和{\displaystyle R^{-1}}成正比，代表它隨距離增加的下降率遠低於速度場。正因為如此，加速度場代表了輻射場，並且從電荷攜帶了大多數的能量。
而輻射場的能量通量密度可使用坡印廷向量得知：
{\displaystyle {\vec {S}}={\frac {c}{4\pi }}{\vec {E}}_{a}\times {\vec {B}}_{a}}
上式中下標'a'則強調是在加速度場的分量。以磁場和電場關係進行取代，同時假設粒子在特定時間{\displaystyle t_{r}}是靜止的，可得到：
{\displaystyle {\vec {S}}={\frac {q^{2}}{4\pi c}}\left|{\frac {{\vec {n}}\times ({\vec {n}}\times {\vec {\dot {\beta }}})}{R}}\right|^{2}.}
當{\displaystyle \beta \left(t_{r}\right)\neq 0}時證明會較困難（參見Griffiths）
如果讓加速度和觀測者方向的向量夾角相等於{\displaystyle \theta }，就可用以下公式表示：
{\displaystyle {\vec {S}}={\frac {q^{2}}{4\pi c^{3}R^{2}}}\sin ^{2}{\theta }|{\vec {\dot {V}}}|^{2}{\hat {n}}.}
其實這是電荷輻射在每單位立體角下的單位功率。可使用積分計算完整立體角下的功率，即：
{\displaystyle P={\frac {2}{3}}{\frac {q^{2}|{\vec {\dot {V}}}|^{2}}{c^{3}}}.}
以上公式就是非相對論性下有加速度電荷所釋放輻射的功率，功率大小與加速度相關。這公式明確表示加速度較高電荷會產生較強輻射，我們可以期望輻射場和加速度相關。

### 推導2：爱德华·珀塞尔逼近
此方法出自愛德華·珀塞爾《電與磁》書中。以下的解釋可幫助了解推導意義：
這種逼近法是基於光速是有限的。一個以等速度運動的帶電粒子有徑向的電場{\displaystyle E_{r}}（和電荷的距離以{\displaystyle R}表示），並總是顯現電荷在未來的位置，同時沒有切線方向的電場，即{\displaystyle E_{t}=0}。電荷的未來位置因為等速度運動的關係，是完全確定的。當電荷的速度改變時（或者說是在很短的時間內反彈），未來位置就會「跳躍」，所以在這個時候就會在一個「新的位置」上產生一個徑向電場{\displaystyle E_{r}}。由於電場必須是連續的，因此會出現一個切線方向的電場{\displaystyle E_{t}}（和徑向電場不同的是，切向電場是和{\displaystyle 1/R^{2}}成正比）。
因此，距離電荷很遠處的徑向分量相對於切向分量是可以忽略的，此外，和{\displaystyle 1/R^{2}}成正比的場是不能發射輻射的，因為和它們相關的坡印廷向量是和{\displaystyle 1/R^{4}}成正比。
切線方向分量可以表示為（SI單位制）：
{\displaystyle E_{t}={{ea\sin(\theta )} \over {4\pi \varepsilon _{0}c^{2}R}}.}
為了得到拉莫方程式，必須要對所有的角度進行積分，在距離電荷的{\displaystyle R}值極大時，和{\displaystyle E_{t}}相關的坡印廷向量將是：
{\displaystyle \mathbf {S} ={E_{t}^{2} \over \mu _{0}c}\mathbf {\hat {r}} ={{e^{2}a^{2}\sin ^{2}(\theta )} \over {16\pi ^{2}\varepsilon _{0}c^{3}R^{2}}}\mathbf {\hat {r}} }
因此在SI單位制下可得到：
{\displaystyle P={{e^{2}a^{2}} \over {6\pi \varepsilon _{0}c^{3}}}}。
上式在數學上和下式相等：
{\displaystyle P={{\mu _{0}e^{2}a^{2}} \over {6\pi c}}}。

## 相對論性狀況下

### 協變形式
在這裡必須將拉莫方程式以動量的形式重新表示，接著使用四個向量的廣義動量{\displaystyle P^{\mu }}（參見四维动量）。這裡我們知道功率是勞侖茲不變量，所以我們要表明的是廣義動量也不變，因此將會退化至低速限制條件下的拉莫方程式，即：
{\displaystyle P={\frac {2}{3}}{\frac {q^{2}}{c^{3}m^{2}}}\left({\frac {d{\vec {p}}}{dt}}\cdot {\frac {d{\vec {p}}}{dt}}\right).}
假設在廣義座標下的公式是：
{\displaystyle P=-{\frac {2}{3}}{\frac {q^{2}}{m^{2}c^{3}}}{\frac {dP^{\mu }}{d\tau }}{\frac {dP_{\mu }}{d\tau }}.}
當我們將四向量動量的積展開並重新排列時可得：
{\displaystyle {\frac {dP^{\mu }}{d\tau }}{\frac {dP_{\mu }}{d\tau }}={\frac {v^{2}}{c^{2}}}\left({\frac {dP}{d\tau }}\right)^{2}-\left({\frac {d{\vec {p}}}{d\tau }}\right)^{2}}
在這裡已知{\displaystyle {\frac {dE}{d\tau }}={\frac {Pc^{2}}{E}}{\frac {dP}{d\tau }}=v{\frac {dP}{d\tau }}}。當我們使{\displaystyle \beta }趨近於0，{\displaystyle \gamma }趨近於1時，{\displaystyle d\tau }將會趨近於dt。因此將會成為非相對論性狀態。
這是一個有趣的方程式。這個方程式表示由例子釋放入空間的輻射功率和動量隨時間的變化率有關。它也表示輻射的功率和電荷量的平方成正比，但和質量的平方成反比。因此一個帶大量電荷但體積極小的粒子釋放輻射功率將遠大於大質量的低電荷粒子。

### 非協變形式
為了獲得廣義座標下的非協變形式拉莫方程式，首先要以{\displaystyle p^{\mu }=(\gamma mc^{2},\gamma m{\vec {v}})}代入以上方程式，然後推導如下（為了簡化公式，以下計算將省略常數）：
{\displaystyle {\frac {dp^{\mu }}{d\tau }}{\frac {dp_{\mu }}{d\tau }}=-\left({\frac {d{\vec {p}}}{d\tau }}\right)^{2}+{\frac {1}{c^{2}}}\left({\frac {dE}{d\tau }}\right)^{2}}
{\displaystyle {\frac {dp^{\mu }}{d\tau }}{\frac {dp_{\mu }}{d\tau }}=-\gamma ^{2}\left({\frac {d\gamma m{\vec {v}}}{dt}}\right)^{2}+{\frac {\gamma ^{2}}{c^{2}}}\left({\frac {d\gamma mc^{2}}{dt}}\right)^{2}}
{\displaystyle {\frac {dp^{\mu }}{d\tau }}{\frac {dp_{\mu }}{d\tau }}=-\gamma ^{2}[-(\gamma m{\vec {\dot {v}}}+\gamma ^{3}m{\vec {v}}({\vec {\beta }}\cdot {\vec {\dot {\beta }}}))^{2}+{\frac {1}{c^{2}}}(\gamma ^{3}{\vec {\beta }}\cdot {\vec {\dot {\beta }}}mc^{2})^{2}]}
{\displaystyle {\frac {dp^{\mu }}{d\tau }}{\frac {dp_{\mu }}{d\tau }}=\gamma ^{8}m^{2}c^{2}[({\vec {\beta }}\cdot {\vec {\dot {\beta }}})^{2}-({\vec {\beta }}({\vec {\beta }}\cdot {\vec {\dot {\beta }}})+{\frac {\vec {\dot {\beta }}}{\gamma ^{2}}})^{2}]}
{\displaystyle \Rightarrow {\frac {dp^{\mu }}{d\tau }}{\frac {dp_{\mu }}{d\tau }}=\gamma ^{8}m^{2}c^{2}\left(-{\frac {1}{\gamma ^{2}}}({\vec {\beta }}\cdot {\vec {\dot {\beta }}})^{2}-{\frac {{\vec {\dot {\beta }}}^{2}}{\gamma ^{4}}}\right).}
雖然上方的公式可以正確代表其意義，但無法立刻地明確顯示輻射功率和粒子速度、加速度的關係。如果讓這關係更加明確顯示，就可以明顯指出輻射如何和粒子的運動相關，以及不同狀況下會發生什麼。可以藉著增加和取代以上公式中的{\displaystyle {\frac {{\vec {\beta }}^{2}\cdot {\vec {\dot {\beta }}}^{2}}{\gamma ^{2}}}}而得到：
{\displaystyle \gamma ^{6}m^{2}c^{2}[({\vec {\beta }}^{2}{\vec {\dot {\beta }}}^{2}-({\vec {\beta }}\cdot {\vec {\dot {\beta }}})^{2})-{\vec {\dot {\beta }}}^{2}].}
如果應用向量的話：
{\displaystyle ({\vec {\beta }}\times {\vec {\dot {\beta }}})\cdot ({\vec {\beta }}\times {\vec {\dot {\beta }}})=({\vec {\beta }}^{2}{\vec {\dot {\beta }}}^{2}-({\vec {\beta }}\cdot {\vec {\dot {\beta }}})^{2}).}
然後可得到：
{\displaystyle P={\frac {2q^{2}\gamma ^{6}}{3c}}\left(({\vec {\dot {\beta }}})^{2}-({\vec {\beta }}\times {\vec {\dot {\beta }}})^{2}\right)}
這裡已經取代了所有常數和之前刪除的負號。
這是黎納首次於1898年計算出的結果。{\displaystyle \gamma ^{6}}代表當{\displaystyle \gamma }非常接近1時（即{\displaystyle \beta <<1}），由粒子發射出的輻射可能是可忽略的。然而，當{\displaystyle \gamma }遠大於1時（即{\displaystyle \beta \rightarrow 1}），粒子試圖以電磁波形式釋放能量時將是爆炸性的。讓人感興趣的是，當速度和加速度方向是正交時，功率將會以係數{\displaystyle {\vec {\beta }}\cdot {\vec {\dot {\beta }}}}下降，速度越快將使功率下降越多。事實上，這似乎意味著當{\displaystyle \beta }趨近於1，功率將會趨近於0（正交運動），這表示粒子以光速進行瞬間圓周運動時將不會釋放輻射。然而，不可能將一個粒子加速到光速，因為{\displaystyle \gamma ^{6}}的値將會爆炸性地增加到{\displaystyle \infty ^{6}}，這代表粒子將會釋放巨大能量，必須逐漸增加能量以維持例子持續加速，這也暗示了宇宙速度的極限就是光速。不過這樣的關聯性直到1905年愛因斯坦提出了狹義相對論的論文以後才被建立。
而我們可以用黎納的結果預測粒子在不同形式的運動下將會釋放的輻射種類。

## 相關議題與影響

### 輻射反作用力
來自帶電粒子的輻射會攜帶有能量和動量。為了滿足能量和動量守恆，帶電粒子會在釋放電磁輻射時出現反衝現象，因此在帶電粒子上必須要有一個額外的力。在非相對論性下這個力量就是阿布拉罕-勞侖茲力，而在相對論性狀態下則是阿布拉罕-勞侖茲-狄拉克力。

### 原子物理
在古典物理中，環繞原子核的電子會被加速且釋放出電磁輻射，會使電子失去能量並以螺旋路徑墜入原子核。在古典力學之下原子應是不穩定的，因此穩定的電子軌道違反了古典力學的預測。這個原子物理學的問題由量子力學或隨機電動力學解決。

### 書目
- J. Larmor, "On a dynamical theory of the electric and luminiferous medium", Philosophical Transactions of the Royal Society 190, (1897) pp. 205–300 (Third and last in a series of papers with the same name).
- Griffiths, David J. . Addison-Wesley. 1999. ISBN 9780138053260.
- Jackson, John D. . Wiley. 1998. ISBN 0-471-30932-X.
- Misner, Charles; Thorne, Kip S. & Wheeler, John Archibald. . San Francisco: W. H. Freeman. 1973. ISBN 0-7167-0344-0.
- R. P. Feynman, F. B. Moringo, and W. G. Wagner. . Addison-Wesley. 1995. ISBN 0-201-62734-5.